# SCORE
O SCORE (sigla em Inglês para Signal Communications by Orbiting Relay Equipment) foi o primeiro satélite artificial de comunicações dos EUA. Foi lançado a bordo de um foguete espacial Atlas em 18 de dezembro de 1958 pela Administração Nacional de Aeronáutica e de Espaço (NASA) dos EUA. Ela capturou a atenção do mundo, transmitindo uma mensagem de Natal através de frequência de ondas curtas do presidente dos EUA, Dwight D. Eisenhower através de um gravador de bordo.